# الإيطاليون في دولة الإمارات العربية المتحدة
الإيطاليون في دولة الإمارات العربية المتحدة هم أحد أكبر جاليات الاوربية في الإمارات حيث يصل عددهم تقريبا 3,500 فرد، ما يقرب من ثلثيهم في دبي والباقي في أبو ظبي. أصبحت دولة الإمارات العربية المتحدة في السنوات الأخيرة الوجهة المفضلة في المنطقة العربية حيث كانت أعدادهم تتزايد، حيث زادت بنسبة 40 في المائة بين عامي 2005 و 2007 وقالت وزيرة الاقتصاد الشيخة لبني خالد القاسمي في دولة الإمارات العربية المتحدة في أيلول/سبتمبر 2007 خلال حفل أقيم في إيطاليا أن حكومة دولة الإمارات العربية المتحدة مهتمة بتعزيز العلاقات الاقتصادية والثقافية مع إيطاليا.